# 완데르송 페헤이라 지 올리베이라
완데르송 페헤이라 지 올리베이라(포르투갈어: Wanderson Ferreira de Oliveira, 1994년 10월 4일 ~ )는 브라질의 축구 선수로 현재 대한민국 K리그2의 전남 드래곤즈에서 공격형 미드필더이자 주장으로 활약 중이며 K리그 등록명은 발디비아이다.

## 클럽 경력

### K리그진출 이전
2013 시즌을 앞두고 자국 리그인 세리이 A의 SC 인테르나시오나우 입단을 통해 프로에 입문한 이후 인테르나시오나우 소속으로는 2017 시즌까지 공식전 144경기 28골을 터뜨리며 캄페오나투 가우슈 2회 연속 우승(2014, 2015) 및 2017 시즌 준우승, 헤코파 가우샤 2회 연속 우승(2016, 2017) 및 2회 연속 준우승(2014, 2015), 2015년 코파 리베르타도레스 4강 진출 등에 공헌했으나 2015년 코파 리베르타도레스가 끝나고 1달 후에 십자인대 부상을 당하며 이듬해인 2016년 3월까지 반년동안 뛰지 못했다.
그나마 부상에서 빠르게 회복하긴 했지만 아틀레치쿠 미네이루 소속으로는 공식전 33경기 2골을 기록하는데 그쳤고 이후 2018 시즌부터 2019 시즌까지 상파울루 FC, 알이티하드 클럽, 바스쿠 다 가마에서 뛰며 공식전 40경기 4골의 부진한 성적을 보였다.
그리고 세리이 B의 아바이 FC 소속으로 2020 시즌부터 2시즌동안 95경기 9골로 팀의 2021 시즌 세리이 B 4위 및 차기 시즌 세리이 A 승격, 캄페오나투 카타리넨시 우승 등에 일조했으나 2021 시즌 캄페오나투 카타리넨시에서는 12경기 연속 무득점의 부진한 모습을 드러냈다.
2021 시즌 이후 쿠이아바 EC로 이적하여 2022 시즌 공식전 31경기 2골로 팀의 캄페오나투 마투 그로센시 우승을 맛보았으나 결국 재계약 실패와 함께 FA로 풀리면서 팀을 떠났다.

### 전남 드래곤즈
2023 시즌을 앞두고 대한민국 K리그2의 전남 드래곤즈와 입단 계약을 체결하며 데뷔 이래 처음으로 해외 진출에 성공한 뒤 FC 안양과의 2023년 K리그2 개막전 선발을 통해 K리그 공식 데뷔전을 치렀다.
이후 2023 시즌 공식전 37경기 29개의 공격포인트(14골·15어시스트)의 맹활약을 펼쳤고 특히 2023 시즌에만 무려 15개의 어시스트로 2013 시즌에 장혁진이 세운 13개의 어시스트 기록을 넘어서면서 K리그2 역대 단일 시즌 최다 어시스트를 작성했으며 이러한 활약에 힘입어 어시스트상, 베스트 11, MVP를 휩쓸며 K리그에 성공적으로 정착했다.
그 후 2024 시즌에서도 공식전 35경기 18개의 공격포인트(12골·6어시스트)를 작성하며 전남의 3년만의 K리그2 준플레이오프 진출에 공헌하는 등 현재까지도 전남 드래곤즈의 주전 공격형 미드필더로 활약하고 있다.

## 국가대표팀 경력

### 브라질 U-23 대표팀
SC 인테르나시오나우에서 활약하던 2015년 무렵 브라질 U-23 대표팀에 선발된 이후 4경기 1골을 기록했고 이듬해 자국에서 열린 2016년 하계 올림픽을 앞두고 대표팀에 재발탁되었음에도 불구하고 부상에 발목이 잡히면서 최종 엔트리에서는 제외되었으나 예비 엔트리에 등록된 덕분에 올림픽 금메달의 기쁨을 함께 나눌 수 있었다.

## 대회 성적

### 클럽
SC 인테르나시오나우
- 캄페오나투 가우슈 : 우승 (2014, 2015), 준우승 (2017)
- 헤코파 가우샤 : 우승 (2016, 2017), 준우승 (2014, 2015)
- 코파 리베르타도레스 : 4강 (2015)

아바이 FC
- 세리이 B : 4위 (2021)
- 캄페오나투 카타리넨시 : 우승 (2021)

쿠이아바 EC
- 캄페오나투 마투 그로넨시 : 우승 (2022)

 전남 드래곤즈
- K리그2 : 4위 (2024)

### 개인 수상
- K리그2 MVP : 2023
- K리그2 어시스트상 : 2023 (15개)
- K리그2 베스트 11 : 2023

## 참고 문헌
- “완데르송 페헤이라 지 올리베이라”. 《전남 드래곤즈 FC》. 전남드래곤즈.